# 괴산 음씨
괴산 음씨(槐山陰氏)는 충청북도 괴산군을 본관으로 하는 한국의 성씨이다.  

## 역사
괴산 음씨(槐山 陰氏)의 시조(始祖) 음정(陰鼎)은 1083년(고려 문종(文宗) 37년) 문과(文科)에 장원(壯元) 급제하였다.
하지만, 각주에 기록된 '음정(陰鼎)'의 고려사 기록에서 음정(陰鼎)이 괴산 음씨라는 증거는 찾아볼 수 없다.

## 과거 급제자
괴산 음씨는 조선시대 무과 급제자 2명을 배출하였다.
- 음응룡(陰應龍, 1599년생) : 조선 인조(仁祖) 14년(1636년) 병자(丙子) 별시(別試) 병과(丙科)
- 음숙남(陰淑男, 1601년생) : 조선 인조(仁祖) 15년(1637년) 정축(丁丑) 별시(別試) 병과(丙科)

## 죽산 음씨와의 관계
죽산 음씨의 시조 음준은 공민왕 때 고려에 동래하였다고 하지만, 괴산 음씨의 시조  음정(陰鼎)은 이보다 훨씬 앞선 연대의 1083년(고려 문종(文宗) 37년) 문과에 장원급제한 인물이라 죽산 음씨와는 무관하다는 것이 괴산 음씨의 주장이다.
각주의 고려사 기록의 원본을 보면 알겠지만 '음정(陰鼎)'의 본관에 대한 내용은 언급되어 있지 않다는 것이다. 다른 사서에서도 '음정(陰鼎)의 급제(及第)'한 사실 외에는 본관이 죽산인지 괴산인지, 부모가 누구인지, 그의 생애에 관한 언급 자체가 없다. 모든 것이 괴산 음씨의 주장일뿐 객관성은 아주 많이 떨어지는 것이 사실이다.
또한, 고려시대는 무인(武人)들에대한 차별이 심했던 시기라 정식 과거제도에 무과(武科)라는 것이 따로 존재하지 않았다. 그래서 위에서 언급된 '문과(文科)에 장원급제'라는 표현은 다소 어색하게 보일 수 있다. 고려사에 표기된 정확한 기록은 '문과'가 아닌 '을과(乙科)'로 표기되어 있다.

## 본관
괴산(槐山)은 충청북도 괴산군의 지명이다. 금물노국(今勿奴國)과 잉근내군(仍斤內郡)이었다. 고구려 시대인 475년에는 잉근내현‧상모현(上芼縣)‧도서현(道西縣) 등으로 불렸다. 757년(신라 경덕왕 16)에는 괴양현(塊壤縣)과 도서현이 되었다. 940년(고려 태조 23)에 괴주(槐州)로 이름을 고쳤으며, 995년(성종 14)에는 괴주군(槐州郡)으로 중원도(中原道)에 속하였으나 1018년(현종 9)에 충주목(忠州牧)에 편입되면서 감무관(監務官)을 두어 다스리게 하였다. 1403년(태종 3)에 지괴주사(知槐州事)로 승격되었다가 1413년(태종 13)에 분리하여 1456년(세조 2)에 괴산군(塊山郡)이라 고쳐 불렸다. 
《세종실록지리지》에 충청도 괴산군의 토성(土姓)으로 강(強)·안(安)·음(陰)·피(皮) 4성이 기록되어 있다.

## 기타
삼국 시대 고구려대에 음(陰)씨로 추정되는 음우(陰友)와 음모(陰牟)라는 인물이 활동하였다. 음우(陰友)는 고구려의 재상이었다.
음모(陰牟)는 고구려 미천왕이 고난을 겪을 때 그를 숨겨준 고구려의 백성이다.

## 인구
- 2015년 3,239명